# Instituto Universitario Eclesiástico Santo Tomás de Aquino
El Instituto Universitario Eclesiástico Santo Tomás de Aquino (IUESTA) es un instituto universitario eclesiástico privado venezolano. Tiene su sede en la localidad de Palmira, Municipio Guásimos del estado Táchira. Pertenece a la Diócesis de San Cristóbal. El IUESTA fue reconocido como instituto de educación superior mediante el decreto Nº 1.231 del 30 de septiembre de 1981, publicado en la Gaceta Oficial de Venezuela Nº 32.323 de la misma fecha.
| Carrera                     | Título otorgado                           |
| --------------------------- | ----------------------------------------- |
| Educación Mención Filosofía | Licenciado en Educación Mención Filosofía |
| Educación Mención Teología  | Licenciado en Educación Mención Teología  |
| Teología                    | Licenciado en Teología                    |